# Tetsugen Dōkō
Tetsugen Dōkō (jap. 鉄眼 道光 ur. 12 lutego 1630, zm. 27 kwietnia 1682) – japoński mistrz zen szkoły ōbaku. 

## Życiorys
Urodził się w rejonie Mashiki w prowincji Higo (obecnie teren miasta Uki w prefekturze Kumamoto) w rodzinie kapłańskiej o nazwisku Saeki. Jego ojciec służył jako świątynny mnich (shasō) w lokalnej świątyni Hachiman-gū. 
W wieku 13 lat Tetsugen wziął udział w ceremonii tonsurowej (postrzyżyn) w pobliskiej świątyni szkoły Jōdo-shinshū. Wkrótce został uczniem znanego nauczyciela tej tradycji - Saigina (1605-1663). Gdy Saigin przeniósł się 1647 roku do Kioto, Tetsugen udał się tam za nim. Rozpoczął kilkuletnie studia w seminarium tej szkoły.
W 1654 (lub 1655) roku Tetsugen zerwał kontakty z Jōdo-shinshū, częściowo z powodu sekciarskiej dysputy, która doprowadziła do chwilowego zamknięcia seminarium. Jego nauczyciel został zwolniony, a następnie skazany na zesłanie. Tetsugen opuścił w 1655 roku Kioto i powrócił na rodzinną wyspę Kiusiu. Prawdopodobnie w okresie studiowania był człowiekiem żonatym, co było dopuszczalne wtedy tylko w tej szkole. Zapewne też takie swobodne rozumienie reguł monastycznych było główną przyczyną jego odejścia. 
Gdy dowiedział się o przybyciu do Nagasaki mistrza Yinyuana Longqi, udał się do tego miasta i dostał się do zgromadzenia prowadzonego przez tego mistrza w klasztorze Kōfuku. Tym samym Tetsugen znalazł się w grupie wczesnych uczniów japońskich, którzy byli prowadzeni przez Mu’ana Xingtao, po opuszczeniu Kioto przez Yinyuana. Tetsugen odrzucił wtedy nauki Mu’ana i przez krótko praktykował u Yinyuana w Tonda. Jednak wkrótce powrócił do Kōfuku-ji i formalnie został uczniem Mu’ana. Nieco później wziął udział w odosobnieniu medytacyjnym prowadzonym przez Jifeia Ruyi. Tak więc praktykował on u wszystkich trzech założycieli szkoły ōbaku.
W 1676 roku otrzymał od mistrza Mu’ana przekaz Dharmy.
W szkole ōbaku znalazł także sprzyjającą atmosferę i pojętnych słuchaczy dla swojego wielkiego projektu związanego ze świętymi tekstami buddyjskimi. Przy aktywnej pomocy kilku chińskich i japońskich mnichów podjął w 1669 roku olbrzymi projekt stworzenia kompletnego zestawu drukarskich drewnianych płyt, który zawierałby cały chiński kanon tekstów buddyjskich. Podróżował po całej Japonii, wygłaszając wykłady w lokalnych świątyniach i klasztorach w celu zebrania odpowiedniej sumy. Duża część zebranej kwoty pochodziła z drobnych datków przekazywanych przez samurajów, zwykłych ludzi i świeckie grupy kooperacyjne. Projekt ten przyniósł mu taką sławę, iż jest chyba najbardziej znanym z mnichów ōbaku w Japonii.
Tetsugen stał się także bardzo znany z powodu swojej działalności w czasie wielkiego głodu w rejonie Osaka-Kioto w latach 1681 i 1682. Tetsugen był wtedy w Edo, zabiegając o zgodę bakufu na wydanie swojego zbioru świętych tekstów, gdy dowiedział się o klęsce głodu. Natychmiast rozpoczął akcję pomocy, której głównym ośrodkiem był klasztor Zuiryū w Tambie w Osace. Aby zebrać fundusze, prowadził wykłady. On i jego uczniowie rozdzielali ryż i pieniądze tysiącom kobiet, mężczyzn i dzieci w codziennej pracy przez kilka tygodni. Uważa się, że ocalił od śmierci głodowej 100 000 ludzi. 
Zaraził się od ofiar głodu i zmarł przedwcześnie w wieku 53 lat 27 kwietnia 1682 roku.

## Linia przekazu Dharmy zen
Pierwsza liczba oznacza liczbę pokoleń mistrzów od 1 Patriarchy indyjskiego Mahakaśjapy.
Druga liczba oznacza liczbę pokoleń od 28/1 Bodhidharmy, 28 Patriarchy Indii i 1 Patriarchy Chin.
Trzecia liczba oznacza początek nowej linii przekazu w danym kraju.
- 68/41 Miyun Yuanwu (1566–1642)
  - 69/42 Feiyin Tongrong (1593–1661)
    - 70/43/1 Yinyuan Longqi (jap. Ingen Ryuki) (1592–1673) 23 spadkobierców Dharmy w tym 3 Japończyków. 1 opat Mampuku-ji
      - 71/44/2 Duzhan Xingrong (1628-1706)
        - 72/45/3 Tengan (bd)

      - 71/44/2 Yiran Xingrong (1601–1668) opat Kōfuku-ji
      - 71/44/2. Dokuhon Shōgen (1618–1689)
      - 71/44/2. Dokuryu Shoeki
      - 71/44/2. Ryōkei Shōsen (1602–1670) 1 spadkobierca Dharmy, opat Shōmyō-ji
        - 72/45/3. Go-Mizunoo (1612–1629) cesarz Japonii
          - 73/46/4. Kaiō Hōkō (1635–1712) opat Shōmyō-ji, linia ta dała później dwóch opatów Mampuku-ji.

      - 71/44/2. Dokushō Shōen (1617–1694)
      - 71/44/2. Jifei Ruyi (jap. Sokuhi Nyoitsu) (1616–1671) opat Fukuku-ji, 5 spadkobierców Dharmy
        - 72/45/3. Hōun Myōdo (bd) 2 opat Fukuku-ji
        - 72/45/3. Qiandai Xing’an (1636-1705) 6 opat Mampuku-ji

      - 71/44/2. Mu’an Xingtao (jap. Mokuan Shōtō) (1611–1684) 46 spadkobierców Dharmy, w tym 43 Japończyków. 2 opat Mampuku-ji
        - 72/45/2. Hakuo Dotai (zm. 1682) opat Daikyu-an
          - 73/46/3. Ryōnen Gensō (1646-1711) mistrzyni zen

        - 72/45/3. Tannen Dōjaku (1629–1679) były mnich szkoły sōtō
        - 72/45/3. Tetsugen Dōkō (1630–1682) nie zostawił spadkobierców
        - 72/45/3. Ichimyō Dōgen (1635–1685)
        - 72/45/3. Tesshin Dōhan (1641–1710) dwukrotny opat Zuishō-ji
        - 72/45/3. Jitsuden Dōkin (1627–1704) 4 opat Zuishō-ji
        - 72/45/3. Tanzan Dōshō (1606–1682)
        - 72/45/3. Tetsugyū Dōki (1628–1700) 34 spadkobierców Dharmy. 2 opat Zuishō-ji[b]
          - 73/46/4. Linia przekazu chōshō

        - 72/45/3. Egoku Dōmyō (1632–1721) 42 spadkobierców Dharmy, 3 opat Zuishō-ji i swojego klasztoru Hōun-ji 
          - 73/46/4. Linia przekazu shōringe

        - 72/45/3. Chōon Dōkai (1628–1695)

      - 71/44/2. Huilin Xingji (1609–1681) 6 japońskich spadkobierców Dharmy. 3 opat Mampuku-ji
        - 72/45/3. Linia przekazu ryūko
        - 72/45/3. Duzhan Xingying (Xingrong) (1628–1706) 39 spadkobierców Dharmy (38 Japończyków). 4 opat Mampuku-ji
          - 73/46/4. Linia przekazu shishirin oraz 3 mniejsze linie
          - 73/46/4. Enzū Dōjō (1643–1704) 17 spadkobierców Dharmy
          - 73/46/4. Sekisō Dōkō (1638–1704
          - 73/46/4. Yuefeng Daozhuang (1655–1734) 8 opat Mampuku-ji

      - 71/44/2. Huimen Rupei (1615–1664) początkowo następca Yinyuana w Chinach; przybył do Nagasaki. 11 spadkobierców Dharmy.
        - 72/45/3. Gaoquan Xingdong[c] (1633–1695) 16 spadkobierców Dharmy. 5 opat Mampuku-ji
          - 73/46/4. Linia przekazu bukkoku-ha